# Mi tierra (album Gloria Estefan)
Mi tierra è il terzo album in studio della cantante statunitense Gloria Estefan, pubblicato nel giugno 1993.

## Tracce
1. Con los años que me quedan – 4:36
2. Mi tierra (Estéfano - Gloria Estefan) – 4:38
3. Ayer – 5:17
4. Mi buen amor – 3:50
5. Tus ojos – 4:11
6. No hay mal que por bien no venga – 5:28
7. ¡Sí señor!... – 4:40
8. Volverás – 3:55
9. Montuno – 4:57
10. Hablemos el mismo idioma – 4:45
11. Hablas de mí – 3:40
12. Tradición – 5:21

## Classifiche
| Classifica (1993)   | Posizione massima |
| ------------------- | ----------------- |
| Germania            | 59                |
| Paesi Bassi         | 9                 |
| Regno Unito         | 11                |
| Spagna              | 1                 |
| Stati Uniti         | 27                |
| Stati Uniti (latin) | 1                 |
| Svizzera            | 25                |